# Camilla (teleregény)
A Camilla (eredeti cím: Camila) 1998 és 1999 között vetített mexikói telenovella, amit Inés Rodena alkotott. A sorozat a Viviana című 1978-as mexikói telenovella remake-je. A főbb szerepben Bibi Gaytán, Eduardo Capetillo, Adamari López, Enrique Lizalde és Gabriela Goldsmith látható.
Mexikóban a Las Estrellas mutatta be 1998. szeptember 14-én. Magyarországon a TV2 mutatta be 2000. március 24-e és 2000. október 17-e között. 

## Történet
|  | Alább a cselekmény részletei következnek! |

Camila Flores (Bibi Gaytán) egy kis faluban él nagyapjával. Egy napon találkozik a mexikóvárosi ügyvéddel, Miguel Gutiérrezszel (Eduardo Capetillo) és hamarosan beleszeret, majd nem sokkal később Miguel feleségül veszi Camilát egy polgári szertartás keretein belül.
A tervek szerint az egyházi szertartást pár héttel később tartják meg, ám erre nem kerül sor, mert Miguel elhagyja újdonsült feleségét, hogy feleségül vehesse Camilla legnagyobb ellenfelét, Mónica Iturraldét (Adamari López), a neves ügyvéd, Don Armando Iturralde (Enrique Lizalde) elkényeztetett lányát.
Miguelt bántja a bűntudat az érdek- és bigámista házasság miatt, és majd megszakad a szíve, mert szereti Camillát, de fél, hogy vissza kell térnie a szegénységbe, mert sok energiát fektetett abba, hogy idáig jusson.
Közben Camilla rájön, hogy várandós és elhatározza, hogy egyedül neveli fel gyermekét és soha nem fog megbocsátani férjének.
Mónica kiábrándul a Miguellel kötött házasságából, gyorsan elválik, és beleszeret a helyi egészségügyi klub tulajdonosának a fiába, Julióba (Kuno Becker). 
|  | Itt a vége a cselekmény részletezésének! |

## Szereposztás
| Szereplő                | Színész             | Magyar hang       |
| ----------------------- | ------------------- | ----------------- |
| Camila „Camilla” Flores | Bibi Gaytán         | Törtei Tünde      |
| Miguel Gutiérrez        | Eduardo Capetillo   | Bor Zoltán        |
| Mónica Iturralde        | Adamari López       | Biró Anikó        |
| Armando Iturralde       | Enrique Lizalde     | Szokolay Ottó     |
| Ana María Iturralde     | Gabriela Goldsmith  | Hullan Zsuzsa     |
| Julio Galindo           | Kuno Becker         | Fekete Zoltán     |
| Rosario "Chayo" Juárez  | Patricia Martínez   | Kocsis Mariann    |
| Pablo Juárez            | Abraham Ramos       | Crespo Rodrigo    |
| Iris Molina             | Arlette Pacheco     | Farkasinszky Edit |
| Nacho Juárez            | Julio Mannino       | Selmeczi Roland   |
| Hernán Galindo          | Daniel Gaurvy       | Fazekas István    |
| Natalia de Galindo      | Rebeca Mankita      | Szórádi Erika     |
| Laura Escobar           | Margarita Magaña    | Roatis Andrea     |
| Iván Almeida            | Raul Magaña         | Czvetkó Sándor    |
| Gloria                  | Raquel Pankowsky    | Tóth Judit        |
| Teresa Zúñiga           | Mariagna Prats      | Incze Ildikó      |
| Mercedes Escobar        | Maleni Morales      | Dallos Szilvia    |
| Dr. Robin Wicks         | Víctor Noriega      | Kautzky Armand    |
| Silvia Escalante        | Diana Golden        | Kiss Erika        |
| Don Genaro              | Ignacio López Tarso | Gruber Hugó       |
| Adela                   | Evelyn Solares      | Bókai Mária       |
| Renata                  | Sussan Taunton      | Ábel Anita        |
| Álvaro                  | Gerardo Peyrano     | Szokol Péter      |
| Gazember                | Rosita Bouchot      | Bessenyei Emma    |

## Érdekességek
- A főszereplők, Bibi Gaytán és Eduardo Capetillo a valóságban is házaspárt alkotnak 1994 óta, valamint ismét együtt játszanak a 2008-as A szerelem nevében című mexikói telenovellában, ahol a főszereplőnő szüleit alakítják.
- Enrique Lizalde (Don Armando) 2013. június 3-án elhunyt májrákban, 76 éves korában.

## Korábbi verziók
- Az 1968-as El engaño venezuelai telenovella. Főszereplők: Conchita Obach és Raúl Amundaray.
- Az 1978-as Viviana mexikói telenovella. Főszereplők: Lucía Méndez és Héctor Bonilla.
- Az 1985-ös Los años pasan mexikói telenovella. Főszereplők: Laura Flores és Manuel Saval.

## Fordítás
- Ez a szócikk részben vagy egészben  a   Camila (telenovela) című angol Wikipédia-szócikk fordításán alapul.  Az eredeti cikk szerkesztőit annak laptörténete sorolja fel. Ez a jelzés csupán a megfogalmazás eredetét és a szerzői jogokat jelzi, nem szolgál a cikkben szereplő információk forrásmegjelöléseként.